# Celatoblatta undulivitta
Celatoblatta undulivitta es una especie de cucaracha terrestre 
del género Celatoblatta, tribu Celatoblattini, subfamilia Polyzosteriinae. Fue descrita científicamente por Walker en 1868.

## Distribución
Se distribuye por Oceanía: Nueva Zelanda (islas Chatham).